# Oodnadatta Airport
Oodnadatta Airport är en flygplats i Australien. Den ligger i delstaten South Australia, omkring 870 kilometer norr om delstatshuvudstaden Adelaide.
Trakten runt Oodnadatta Airport är nära nog obefolkad, med mindre än två invånare per kvadratkilometer.. Närmaste större samhälle är Oodnadatta, nära Oodnadatta Airport.
Omgivningarna runt Oodnadatta Airport är i huvudsak ett öppet busklandskap. Genomsnittlig årsnederbörd är 115 millimeter. Den regnigaste månaden är februari, med i genomsnitt 28 mm nederbörd, och den torraste är augusti, med 1 mm nederbörd.